# U.S. Route 119
La U.S. Route 119 (US 119) est une route auxiliaire de la US 19. Il s'agit d'une route sud–nord adoptant un alignement du sud-ouest vers le nord-est se trouvant au Kentucky, en Virginie-Occidentale et en Pennsylvanie.

## Description du tracé

### Kentucky
Au Kentucky, la US 119 débute à la jonction avec la US 25E à Pineville. Elle longe la rivière Cumberland sur une bonne partie de son tracé dans l'état. Elle passe par Baxter et Cumberland avant d'entreprendre un parcours sinueux dans les Appalaches jusqu'au sud de Whitesburg. Elle continue de parcourir les montagnes jusqu'à Jenkins où elle rejoint la US 23 et se dirige vers le nord jusqu'à Pikeville. C'est au nord de Pikeville que les routes se séparent et que la US 119 se dirige vers South Williamson où elle traverse la Tug Fork pour entrer à Williamson, Virginie-Occidentale.

### Virginie-Occidentale
La US 119 entre dans l'état à Williamson et forme immédiatement un multiplex avec la US 52 vers le nord. Sur son tracé, elle entre à deux reprises au Kentucky alors qu'elle passe d'un côté et de l'autre de la Tug Fork. Le multiplex prend fin plus au nord et la US 119 se dirige vers l'est jusqu'à Holden et vers le nord jusqu'à Chapmanville. Là, elle bifurque vers l'est puis vers le nord pour atteindre Charleston. Elle rencontre l'I-64 et traverse la rivière Kanawha en multiplex avec celle-ci. Elle est ensuite parallèle à l'I-64, puis à l'I-77 et finalement à l'I-79, laquelle l'a remplacée comme route vers le nord-est de Charleston. La US 119 suit la Elk River jusqu'à Clendenin et elle se dirige ensuite vers le nord. À Spencer, la US 119 rencontre la US 33 et les routes forment un multiplex vers l'est jusqu'à Buckhannon en passant par Glenville et Weston. Près de Weston, la US 48 rejoint le multiplex. À Buckhannon, la US 119 reprend son alignement vers le nord jusqu'à Philippi, où elle rejoint la US 250 en multiplex jusqu'à Grafton. Ensuite, elle atteint Morgantown et traverse la ville. Un peu au nord, elle arrive à la frontière avec la Pennsylvanie.

### Pennsylvanie
La US 119 entre en Pennsylvanie au sud de Point Marion. Elle se dirige vers le nord-est jusqu'à Uniontown, qu'elle contourne en multiplex avec la US 40. Une fois la ville contournée, elle passe par Connellsville, Mount Pleasant, New Stanton et Greensburg avant d'atteindre New Alexandria où elle forme un multiplex vers l'est avec la US 22. Près de Blairsville, le multiplex prend fin et la US 119 continue vers le nord. Elle contourne Indiana, passe par Punxsutawney et prend fin à la jonction avec la US 219 au sud de Sandy.

## Intersections majeures
Kentucky
 US 25E à Pineville
 US 421 à Baxter. Les routes forment un multiplex dans la ville.
 US 23 à Jenkins. Les routes forment un multiplex jusqu'à Pikeville.
 US 460 près de Pikeville. Les routes forment un multiplex jusqu'à Pikeville.
Virginie-Occidentale
 US 52 à Williamson. Les routes forment un multiplex jusqu'au nord de Williamson.
 I-64 à Charleston. Les routes forment un multiplex dans la ville.
 US 60 à Charleston
 I-64 / I-77 à Charleston
 I-79 à Wilson
 US 33 à Spencer. Les routes forment un multiplex jusqu'à Buckhannon.
 US 19 à Weston
 I-79 près de Weston
 US 48 près de Weston. Les routes forment un multiplex jusqu'à Buckhannon.
 US 250 à Philippi. Les routes forment un multiplex jusqu'au sud de Grafton.
 US 50 à Grafton
 I-68 près de Morgantown
 US 19 à Morgantown
Pennsylvanie
 US 40 à Uniontown. Les routes forment un multiplex dans la ville.
 I-70 / I-76 à New Stanton
 US 30 à Greensburg
 US 22 près de New Alexandria. Les routes forment un multiplex jusqu'à Blairsville.
 US 422 près d'Indiana
 US 322 près de Sandy Township
 US 219 près de Sandy Township